# Kozhukkatta
Il Kozhukkattai (in Tamil: கொழுகட்டை) o kozhukatta (Malayalam: കൊഴുക്കട്ട) è uno gnocco originario dell'India meridionale a base di farina di riso, con un ripieno di cocco grattugiato, jaggery o chakkavaratti. Tipicamente dolce, a volte può invece essere farcito con un ripieno salato.
È molto simile al Modak, dolce tipico del festival del Ganesh Chaturthi prodotto nelle altre regioni dell'India.

## Preparazione
Il ripieno dello gnocco di riso si ottiene mischiando il cocco grattugiato con lo sciroppo di jaggery; una volta farcito, lo gnocco viene cotto al vapore. Per esaltare il gusto del ripieno è possibile aggiungere del ghi, del cardamomo, oppure utilizzare farina di riso tostato.
Nel Kerala esiste una variante del kozhukattai servita a colazione che prevede l'utilizzo della farina atta al posto di quella tradizionale di riso.

## Cultura popolare
Nel Tamil Nadu il piatto è associato al dio indù Ganesha e viene preparato come offerta (naivedhya) in occasione del Vinayaka Chathurthi. 
Nel Kerala viene preparato dai cristiani il sabato prima della domenica delle Palme, dando il nome della festività del Kozhukatta Saturday; può inoltre essere preparato anche come spuntino serale da consumare con tè o caffè.
Il Kozhukkattai riveste un ruolo di rilievo in molte usanze della comunità Tamil dello Sri Lanka. Nel nord del Paese vi è un'usanza che prevede la creazione di gnocchi i cui bordi vengono premuti in modo da assomigliare a dei denti e vengono fatti delicatamente cadere sulla testa dei bambini come buon auspicio per lo sviluppo di denti sani.
Nelle aree più orientali, come nel distretto di Amparai, i membri femminili della famiglia ne preparano una versione più piccola (chiamata piḷḷai kozhukkaṭṭai) in onore ad una futura madre quattro mesi dopo il concepimento.
Questi dolci vengono spesso scambiati ai matrimoni come simboli di buon auspicio di salute e fertilità.